# José de Alcíbar

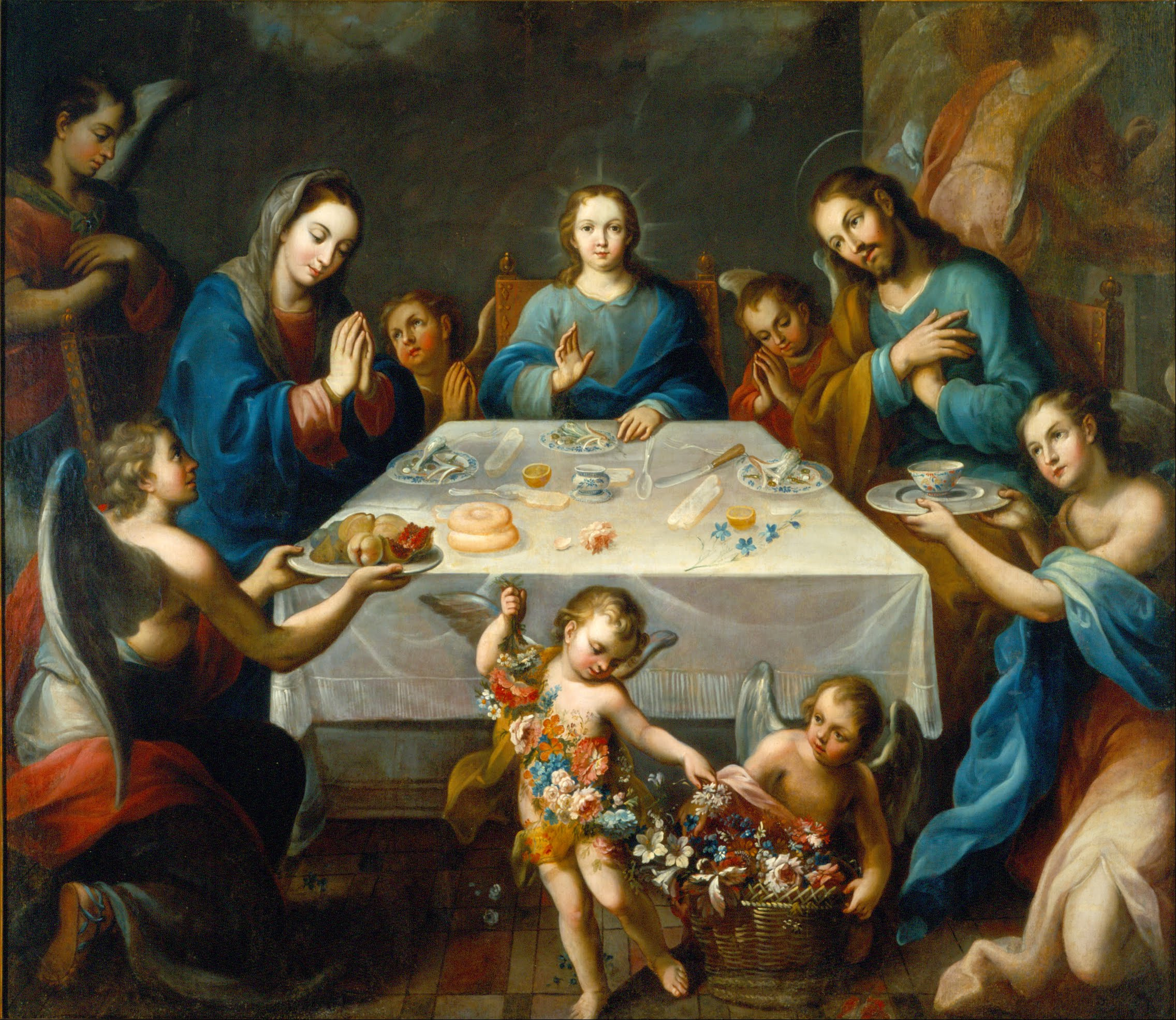
La Bendición de la mesa, sin fecha, Museo Nacional de Arte, Ciudad de México

José de Alcíbar o José de Alzíbar, fue un pintor novohispano activo entre 1751 y 1806. Fue uno de los artistas más representativos de la Ciudad de México durante la segunda mitad del siglo XVIII, siendo uno de los miembros fundadores de la Real Academia de Bellas Artes de San Carlos en 1784, en la que participó hasta su fallecimiento. Cultivó sobre todo la pintura de tema religioso y el retrato.

## Obras
- Retrato de Sor María Ignacia de la Sangre de Cristo, Museo Nacional de Historia, Castillo de Chapultepec, Ciudad de México.
- La bendición de la mesa, Museo Nacional de Arte, Ciudad de México
- El ministerio de San José, Museo Nacional de Arte, Ciudad de México
- Santa María La Mayor, Pinacoteca de La Profesa, Ciudad de México
- Condiciones para una buena confesión, Pinacoteca de La Profesa, Ciudad de México
- San Agustín, Museo Regional de Guadalajara, Jalisco
- Retrato de María Ignacia Moreno y Barrio, hija del Marqués de Valle Ameno, Museo Soumaya, Ciudad de México
- Retrato de la monja María Anna Josefa de San Ignacio, Szépművészeti Múzeum, Budapest
- De Indio y Loba nace Sambayga  (pintura de castas), Colección Pérez Simón
- Retablo pintado de la Virgen de Guadalupe, Arquidiócesis de Santa Fe, Nuevo México
- San José y La Virgen como mediadores, Museo de América, Madrid
- Retrato de Martín de Mayorga, Museo del Prado, Madrid
- Retrato de Andrés García Gamba, Museo de La Rioja, Logroño

## Galería

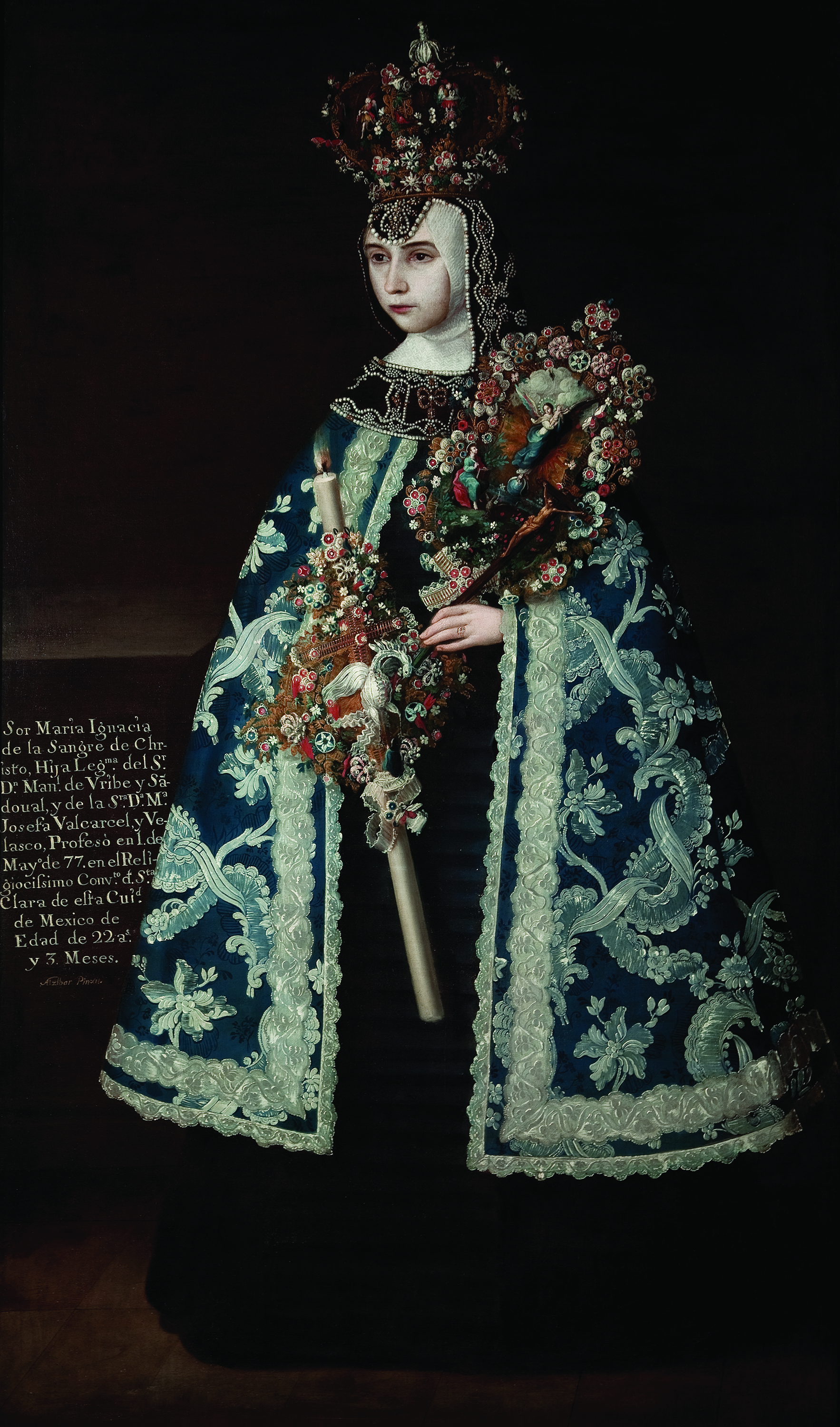
Retrato de Sor María Ignacia de la Sangre de Cristo
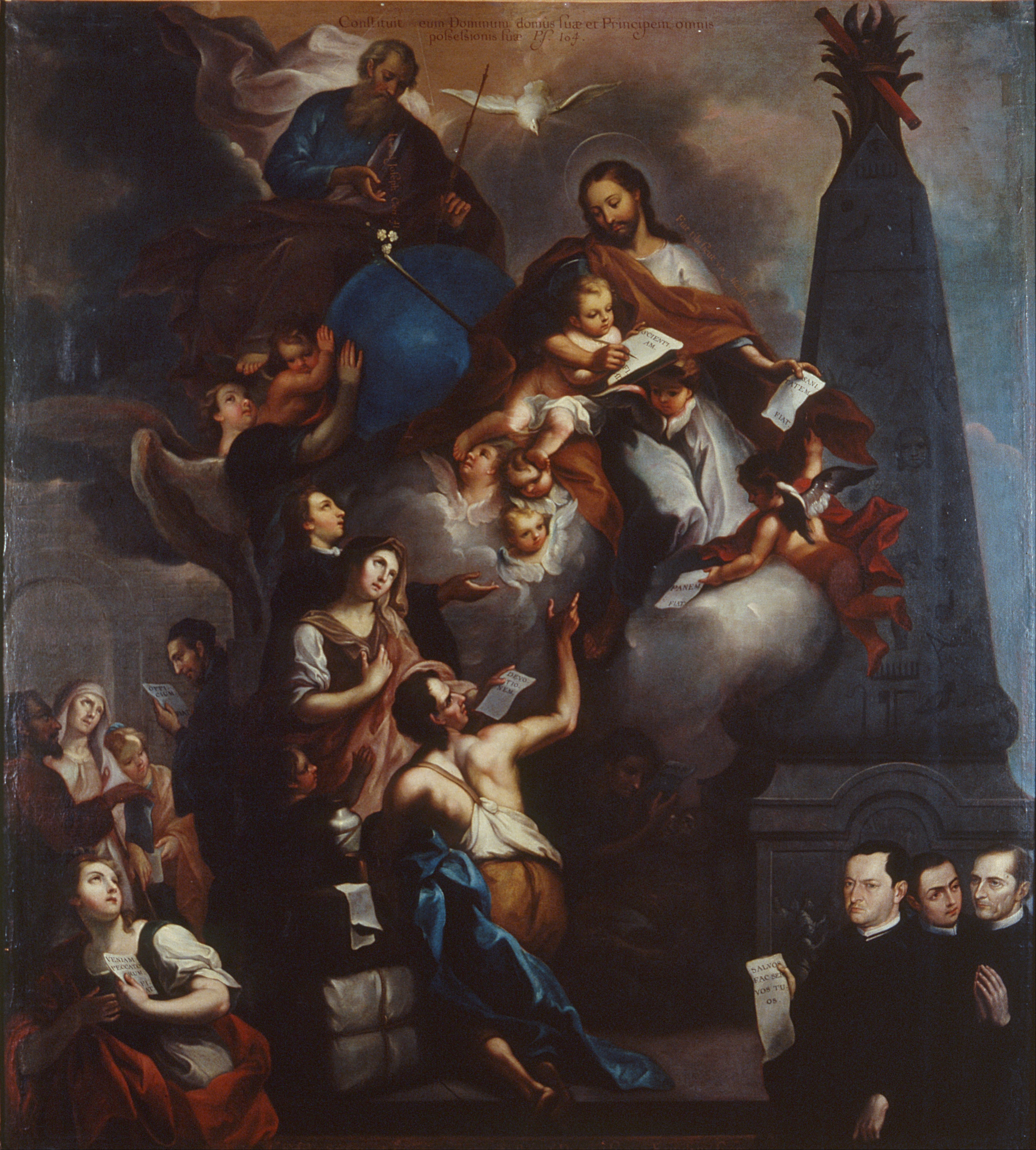
El ministerio de San José
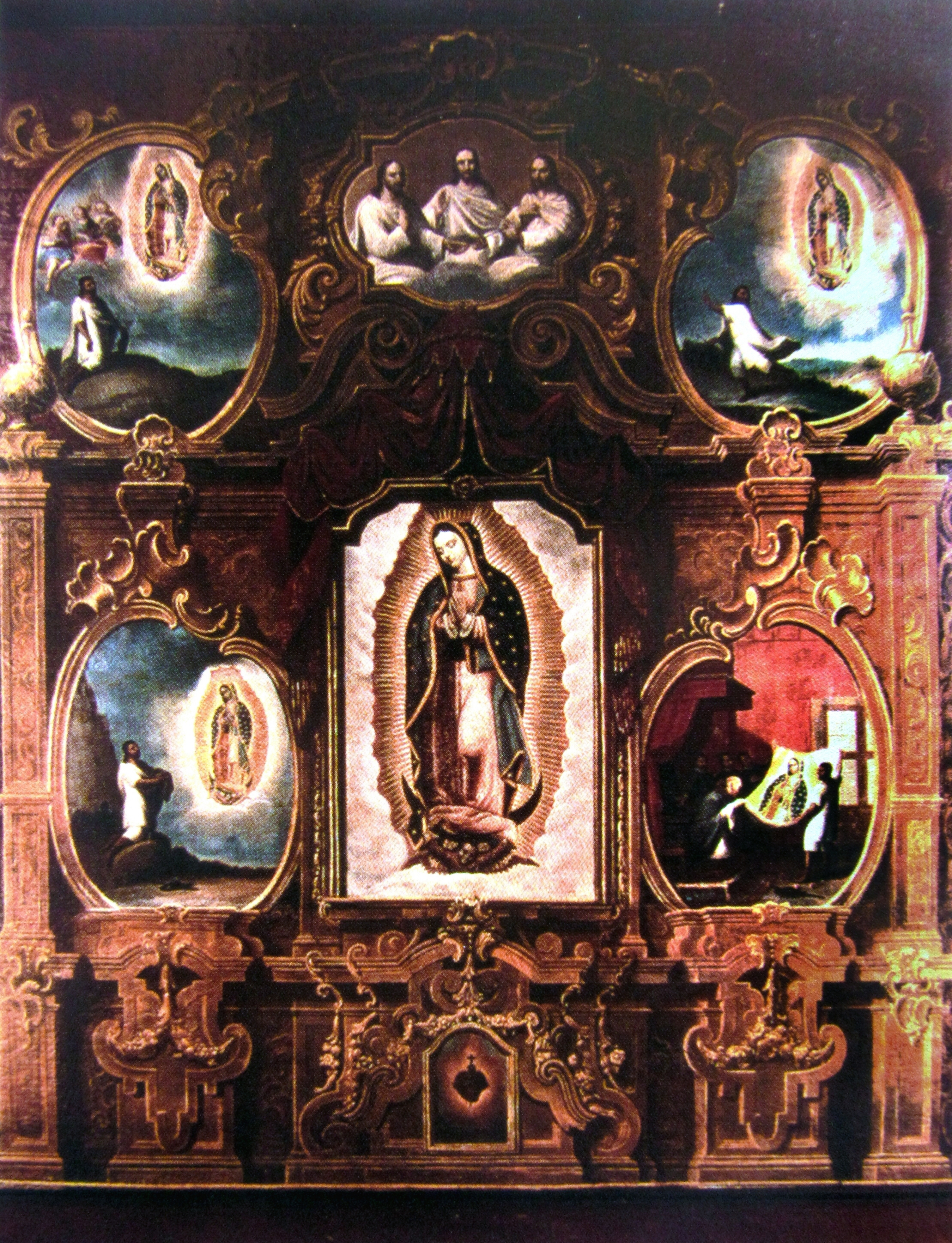
Retablo pintado de la Virgen de Guadalupe
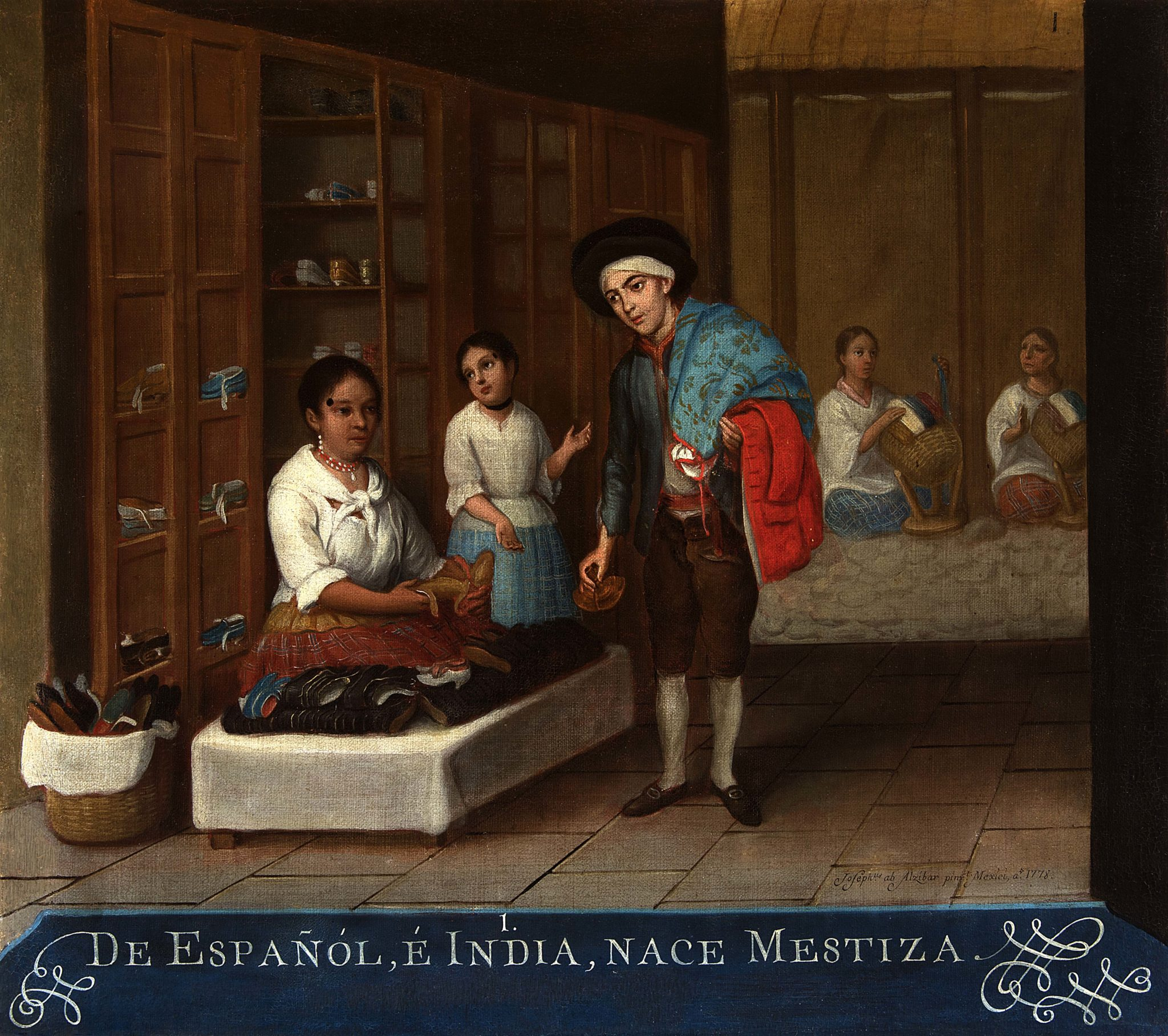
De español e india, nace mestiza
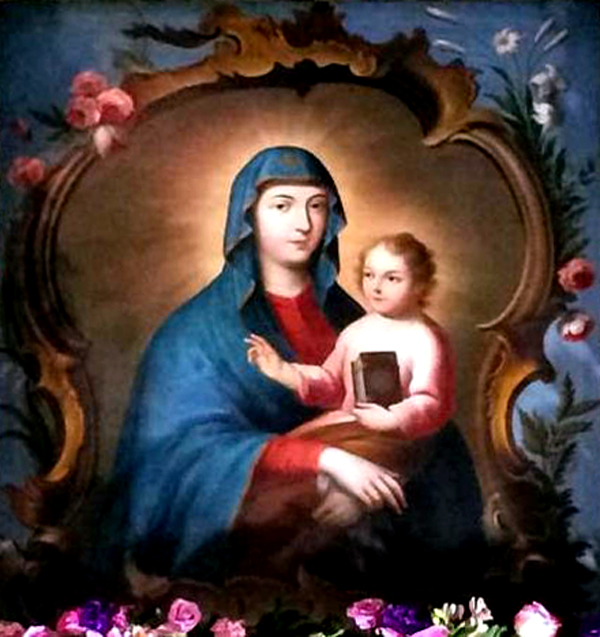
Santa María La Mayor
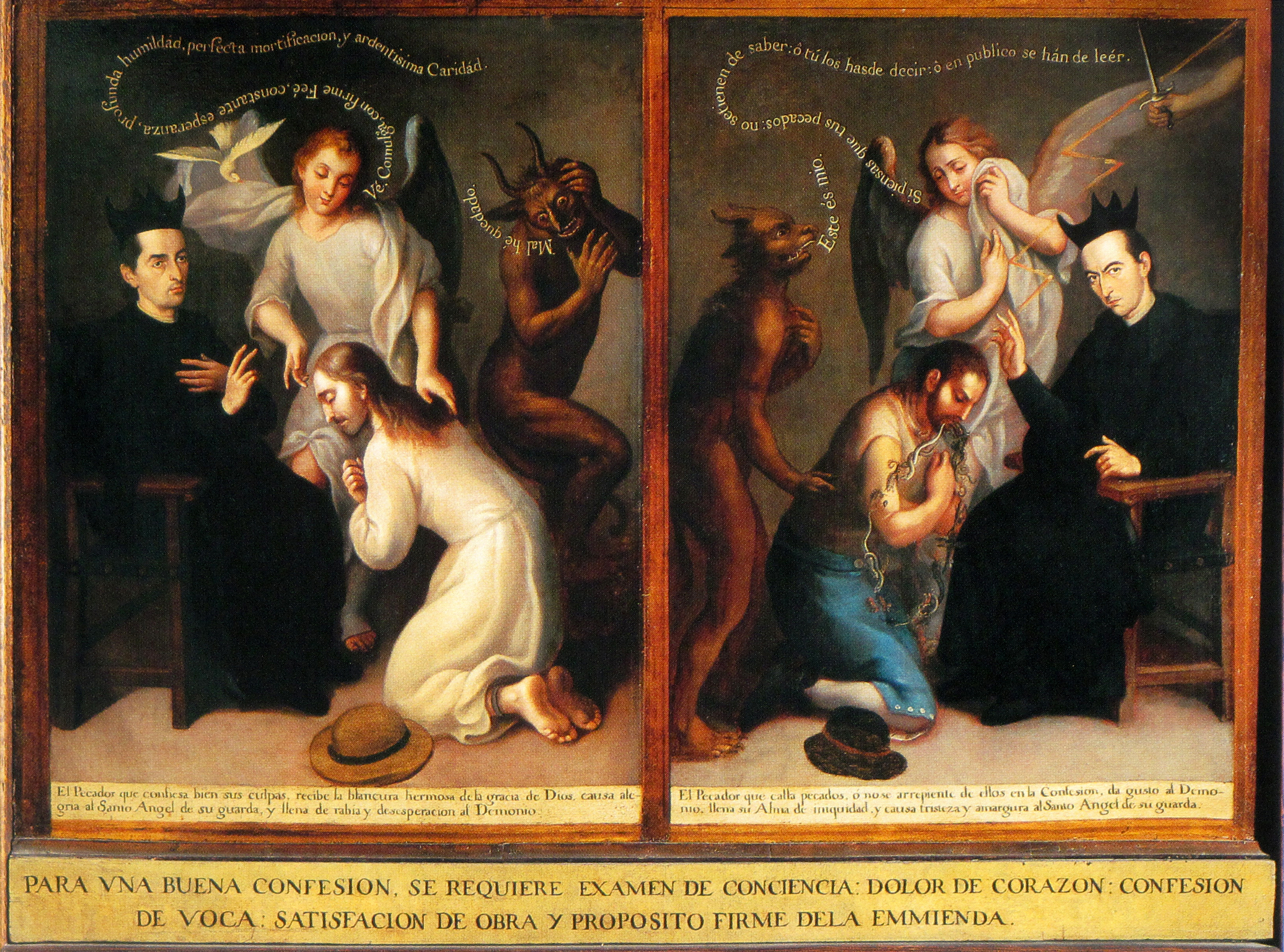
Condiciones para la buena confesión